# Sahana
Sahana ist eine integrierte Sammlung von kollaborativen, internetbasierten Softwarelösungen, die im regionalen und/oder globalen Katastrophenfall, besonders danach, Anwendung finden können.
Es handelt sich um freie Open-Source-Software (FOSS).
Das System besteht derzeit aus folgenden Hauptkomponenten:
- Situationskartierungssystem
- Vermisstenregister
- Betroffenenregister
- Organisationsverzeichnis
- Notunterkunftsverzeichnis
- Helfermanagementsystem
- Nachfragemanagementsystem
- Lagerverzeichnis

Etwa 60 aktive Entwickler arbeiten weltweit an diesem Projekt, das seinen Ursprung beim Seebeben im Indischen Ozean 2004 in Sri Lanka hat. Im Jahr 2006 wurde es mit dem Free Software Award for Projects of Social Benefit ausgezeichnet.